# Liste der Gerechten unter den Völkern aus Serbien

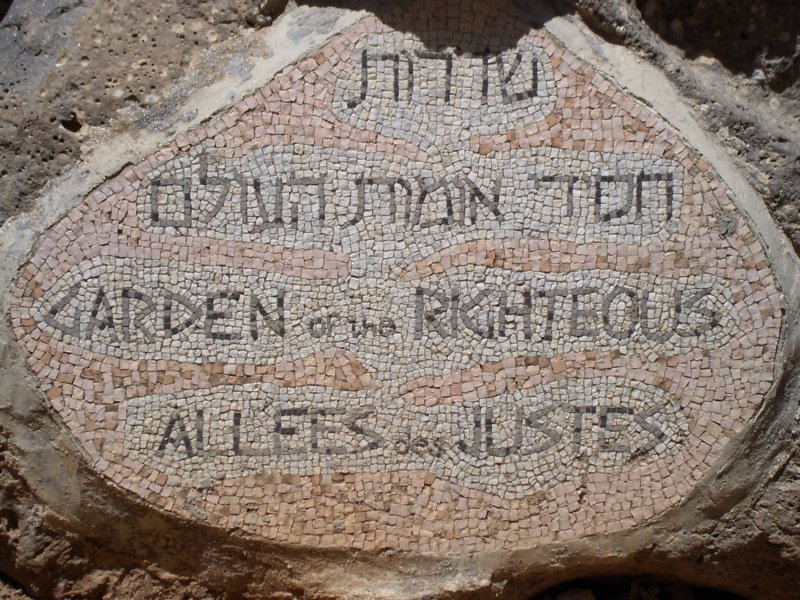
Eingang zum „Garten der Gerechten“ in der Gedenkstätte Yad Vashem

Die Liste der Gerechten unter den Völkern aus Serbien führt in alphabetischer Reihenfolge diejenigen Serben und Serbinnen auf, die von der Gedenkstätte Yad Vashem mit dem Titel Gerechter unter den Völkern bedacht wurden.

## Hintergrund
Serbien war seit 1918 Teil des Königreichs Jugoslawien. Seine relativ kleine jüdische Gemeinde umfasste zu diesem Zeitpunkt etwa 13.000 Personen (einschließlich 500 im Kosovo). Das Königreich Jugoslawien versuchte in der Zeit vor dem Zweiten Weltkrieg, seine Neutralität zu wahren. Der Premierminister Milan Stojadinović versuchte Adolf Hitler aktiv zu umwerben und gleichzeitig das Bündnis mit den ehemaligen Entente-Mächten Großbritannien und Frankreich aufrechtzuerhalten. Trotz der Annäherung an Deutschland war die jugoslawische Politik nicht antisemitisch: So öffnete Jugoslawien nach dem Anschluss Österreichs seine Grenzen für österreichische Juden. Unter dem zunehmenden Druck, den deutschen Forderungen nach einem sicheren Durchgang seiner Truppen nach Griechenland nachzugeben, unterzeichnete Jugoslawien den Dreimächtepakt mit Deutschland und Italien, ebenso wie Bulgarien und Ungarn. Im Gegensatz zu Bulgarien und Ungarn wurde die jugoslawische Regierung Maček und Cvetković jedoch drei Tage später durch einen von Großbritannien unterstützten Staatsstreich patriotischer, antideutscher Generäle gestürzt. Die neue Regierung widerrief sofort die jugoslawische Unterschrift unter den Pakt und forderte strikte Neutralität. Die deutsche Reaktion war schnell und brutal: Belgrad wurde am 6. April 1941 ohne Kriegserklärung bombardiert und deutsche, italienische, ungarische und bulgarische Truppen marschierten in Jugoslawien ein.
In Serbien errichteten die deutschen Besatzer mit Unterstützung der Marionettenregierung von Milan Nedić Konzentrationslager und starteten ihre Vernichtungspolitik. Der nationalsozialistische Völkermord an den jugoslawischen Juden begann im April 1941. Das wichtigste Rassengesetz in Serbien wurde am 30. April 1941 verabschiedet: die Rechtsverordnung über rassische Abstammung (Zakonska odredba o rasnoj pripadnosti). Juden aus Syrmien wurden in kroatische Konzentrationslager verschleppt, ebenso wie viele Juden aus anderen Teilen Serbiens. In Restserbien trieben die Deutschen Juden aus dem Banat und Belgrad zusammen und errichteten ein Konzentrationslager jenseits der Save im syrmischen Teil von Belgrad. Das Konzentrationslager Sajmište wurde errichtet, um Juden, Roma, Sinti und Jenische sowie serbische Regimegegner zu ermorden. Als Serbien 1944 befreit wurde, waren die meisten serbischen Juden ermordet worden. Von den 82.500 Juden Jugoslawiens, die 1941 lebten, überlebten nur 14.000 (17 Prozent) den Holocaust. Von den 16.000 jüdischen Einwohnern in dem von der Nazi-Marionettenregierung unter Milan Nedić kontrollierten Gebiet ermordeten Polizei und Geheimdienste etwa 14.500.
Israel hat nach der Staatsgründung 1948 den Ehrentitel Gerechter unter den Völkern (hebräisch חסיד אומות העולם Chassid Umot ha-Olam) eingeführt, um nichtjüdische Einzelpersonen zu ehren, die unter nationalsozialistischer Herrschaft während des Zweiten Weltkriegs ihr Leben einsetzten, um Juden vor der Ermordung zu retten.
139 Serbinnen und Serben erhielten bisher für die Rettung jüdischer Mitbürger den Titel Gerechter unter den Völkern.

## Liste
Die Liste ist alphabetisch nach Nachnamen geordnet. Hinter dem Namen ist jeweils das Geburtsdatum, das Sterbedatum, der Ort der Rettung, der Grund der Ehrung und das Jahr der Ehrung angegeben. Die Schreibweise der Namen richtet sich nach der Schreibweise in der angegebenen Übersicht von Yad Vashem, die nur die im Englischen üblichen Standardbuchstaben nutzt. Zu beachten ist: Gerade bei den Staaten, die nach dem Zerfall Jugoslawiens entstanden sind, gibt es häufig Uneinigkeit über die nationale Zugehörigkeit der Retter, woraus sich Abweichungen zwischen verschiedenen Quellen ergeben können.
| Name                        | Geboren       | Gestorben     | Ort der Rettung           | Grund der Ehrung | Jahr |
| --------------------------- | ------------- | ------------- | ------------------------- | --- | ---- |
| Marija Andeselec            |               |               | Belgrad                   | Die neunzehnjährige Vera Andeselić, ihre Mutter Marija Andeselić und ihrer Schwester Natalija Andeselić aus Belgrad retteten das Leben des jüdischen Kleinkindes Sonja Lunginović, dessen Vater nach dem Einmarsch der Deutschen 1941 hingerichtet worden war und dessen Mutter Lenka Lunginović und Großmutter Bukica Demajo 1942 im Konzentrationslager Sajmište in einem Gaswagen ermordet wurden. | 1993 |
| Natalija Andeselec          | 1920          |               | Belgrad                   | Die neunzehnjährige Vera Andeselić, ihre Mutter Marija Andeselić und ihrer Schwester Natalija Andeselić aus Belgrad retteten das Leben des jüdischen Kleinkindes Sonja Lunginović, dessen Vater nach dem Einmarsch der Deutschen 1941 hingerichtet worden war und dessen Mutter Lenka Lunginović und Großmutter Bukica Demajo 1942 im Konzentrationslager Sajmište in einem Gaswagen ermordet wurden. | 1993 |
| Vera Andeselec              | 1922          | 21. Mai 2011  | Belgrad                   | Die neunzehnjährige Vera Andeselić, ihre Mutter Marija Andeselić und ihrer Schwester Natalija Andeselić aus Belgrad retteten das Leben des jüdischen Kleinkindes Sonja Lunginović, dessen Vater nach dem Einmarsch der Deutschen 1941 hingerichtet worden war und dessen Mutter Lenka Lunginović und Großmutter Bukica Demajo 1942 im Konzentrationslager Sajmište in einem Gaswagen ermordet wurden. | 1993 |
| Vera Arandjelovic           |               |               | Pirot                     | Vera Arandjelović, eine Witwe aus Pirot, nahm nach der Besetzung der Region durch die Bulgaren den fünfjährigen jüdischen Jungen Borivoje Avramović, den Sohn ihrer Nachbarin Nora Avramović in ihrer Wohnung auf und brachte ihn von Pirot zu seiner Tante Melita Weiss, im 250 km entfernten Kočani. Nora Avramović hatte den Jungen am Tag ihrer Deportation zu ihrer Nachbarin gebracht. | 1991 |
| Ljubivoje Arsenijevic       |               |               | Družetić                  | Das Ehepaar Ljubivoje Arsenijevic und Vujka Arsenijevic mit ihren Kindern Milašin, Mikan und Milje aus Družetić, in der Nähe von Čačak, versteckte von 1942 bis 1944 den jüdischen Jungen Tugomir Brukner, der 1932 in Belgrad geboren worden war. Tugomir Brukners Vater war 1941 in Gefangenschaft geraten und wurde bis 1944 in einem Kriegsgefangenenlager in Osnabrück interniert. Die Mutter von Tugomir Brukner war mit ihrem Sohn zunächst nach Užice geflohen und hatte dort in einer Mietwohnung gelebt. Als auch dort die Judenverfolgungen begannen, wandte sie sich an ihren Jugendfreund Milje Arsenijevic, der Tugomir Brukner bei seinen Eltern unterbrachte und die Mutter von Tugomir Brukner suchte sich ein anderes Versteck. | 2000 |
| Milje Arsenijevic           | 1921          |               | Družetić                  | Das Ehepaar Ljubivoje Arsenijevic und Vujka Arsenijevic mit ihren Kindern Milašin, Mikan und Milje aus Družetić, in der Nähe von Čačak, versteckte von 1942 bis 1944 den jüdischen Jungen Tugomir Brukner, der 1932 in Belgrad geboren worden war. Tugomir Brukners Vater war 1941 in Gefangenschaft geraten und wurde bis 1944 in einem Kriegsgefangenenlager in Osnabrück interniert. Die Mutter von Tugomir Brukner war mit ihrem Sohn zunächst nach Užice geflohen und hatte dort in einer Mietwohnung gelebt. Als auch dort die Judenverfolgungen begannen, wandte sie sich an ihren Jugendfreund Milje Arsenijevic, der Tugomir Brukner bei seinen Eltern unterbrachte und die Mutter von Tugomir Brukner suchte sich ein anderes Versteck. | 2000 |
| Vujka Arsenijevic           |               |               | Družetić                  | Das Ehepaar Ljubivoje Arsenijevic und Vujka Arsenijevic mit ihren Kindern Milašin, Mikan und Milje aus Družetić, in der Nähe von Čačak, versteckte von 1942 bis 1944 den jüdischen Jungen Tugomir Brukner, der 1932 in Belgrad geboren worden war. Tugomir Brukners Vater war 1941 in Gefangenschaft geraten und wurde bis 1944 in einem Kriegsgefangenenlager in Osnabrück interniert. Die Mutter von Tugomir Brukner war mit ihrem Sohn zunächst nach Užice geflohen und hatte dort in einer Mietwohnung gelebt. Als auch dort die Judenverfolgungen begannen, wandte sie sich an ihren Jugendfreund Milje Arsenijevic, der Tugomir Brukner bei seinen Eltern unterbrachte und die Mutter von Tugomir Brukner suchte sich ein anderes Versteck. | 2000 |
| Klara Baic                  | 1912          | 1994          | Subotica                  | Klara Baić, eine fromme Christin und alleinerziehende Mutter aus Subotica, erklärte sich 1944 bereit, zwei jüdische Jungen, den 11-jährigen Mirko Deneberg und den 8-jährigen Paul Deneberg, aufzunehmen und zu verstecken. Der Vater der Jungen, der Zahnarzt Dr. Stevan Deneberg, wurde zuvor zu Zwangsarbeit verpflichtet und kehrte nicht zurück. Seine Frau, Hilda Deneberg, ebenfalls eine Ärztin, wurde mit ihren zwei Söhnen ins Ghetto Subotica deportiert. Dem Bruder von Frau Denebert gelang es die beiden Jungen aus dem Ghetto zu schmuggeln und bei Klara Baić unterzubringen. Baić versteckte die beiden Jungen bis zur Befreiung der Gegend im Oktober 1944. | 2007 |
| Mauricette Begic            | 25. Mai 1916  |               | Sarajevo                  | Mauricette Begic (geborene Sullerot) und Midhat Begić, die mit zwei Kindern in Sarajevo lebten, kümmerten sich ab März 1942 um das jüdische Kleinkind Zlata Papo, das Kind ihrer Nachbarn und Freunde Georgina Papo und Leon Papo. Nach dem Krieg adoptierten sie Zlata offiziell. Der Vater von Zlata Papo, Leon Papo, wurde Anfang 1942 in das von der Ustascha kontrollierte Konzentrationslager Jasenovac deportiert, von wo er nicht zurückkehrte. Zlata Papos Mutter Georgina Papo starb 1942 nach der Geburt des Kindes eines natürlichen Todes. | 1991 |
| Midhat Begic                | 12. Aug. 1911 |               | Sarajevo                  | Mauricette Begic (geborene Sullerot) und Midhat Begić, die mit zwei Kindern in Sarajevo lebten, kümmerten sich ab März 1942 um das jüdische Kleinkind Zlata Papo, das Kind ihrer Nachbarn und Freunde Georgina Papo und Leon Papo. Nach dem Krieg adoptierten sie Zlata offiziell. Der Vater von Zlata Papo, Leon Papo, wurde Anfang 1942 in das von der Ustascha kontrollierte Konzentrationslager Jasenovac deportiert, von wo er nicht zurückkehrte. Zlata Papos Mutter Georgina Papo starb 1942 nach der Geburt des Kindes eines natürlichen Todes. | 1991 |
| Antun Bencevic              | 22. Sep. 1925 |               | Zemun                     | Antun Benčević, ein Aktivist der Partisanen Jugoslawiens aus Zemun, war maßgeblich an der Rettung vieler Juden vor der Deportation in die kroatischen Konzentrationslager beteiligt. Sein Haus wurde zu einem Stützpunkt für die Erstellung falscher Ausweispapiere und Aufenthaltsgenehmigungen. Es gelang der Widerstandszelle um Benčević siebenunddreißig Juden zu retten, die mit Hilfe dieser Papiere aus Zemun heraus geschleust werden konnten. Als am 26. Juli 1942 die Juden der Gegend durch die Ustascha zusammengetrieben wurden, um die Männer nach Jasenovac und die Frauen nach Stara Gradiška zu deportieren, gelang es Antun Benčević den Juden Pavle Belah in seinem Haus und dem Haus von Freunden zu verstecken und dann aus der Stadt zu bringen. Antun Benčevićs Schwester Mira Cvijović (geb. Benčević) kümmerte sich um Pavle Belah und schützte ihn vor den Durchsuchungen der Deutschen und der Ustascha. Sie wurde von der Gestapo wegen des Verdachts der Judenhilfe verhaftet und am 8. September 1942 hingerichtet. | 1994 |
| Mira Bencevic               |               | 8. Sep. 1942  | Zemun                     | Antun Benčević, ein Aktivist der Partisanen Jugoslawiens aus Zemun, war maßgeblich an der Rettung vieler Juden vor der Deportation in die kroatischen Konzentrationslager beteiligt. Sein Haus wurde zu einem Stützpunkt für die Erstellung falscher Ausweispapiere und Aufenthaltsgenehmigungen. Es gelang der Widerstandszelle um Benčević siebenunddreißig Juden zu retten, die mit Hilfe dieser Papiere aus Zemun heraus geschleust werden konnten. Als am 26. Juli 1942 die Juden der Gegend durch die Ustascha zusammengetrieben wurden, um die Männer nach Jasenovac und die Frauen nach Stara Gradiška zu deportieren, gelang es Antun Benčević den Juden Pavle Belah in seinem Haus und dem Haus von Freunden zu verstecken und dann aus der Stadt zu bringen. Antun Benčevićs Schwester Mira Cvijović (geb. Benčević) kümmerte sich um Pavle Belah und schützte ihn vor den Durchsuchungen der Deutschen und der Ustascha. Sie wurde von der Gestapo wegen des Verdachts der Judenhilfe verhaftet und am 8. September 1942 hingerichtet. | 1994 |
| Liuba Blagojevic            |               |               | Belgrad                   | Ljuba Blagojevic und Bogoljub Stevanovic – bosnischen Serben, die beide aus Zvornik stammten und in Belgrad lebten – verhalfen Mitte 1941 dem Juden Aron Hajon, seiner Frau Sofija Hajon und ihren beiden Töchtern Juliana Hajon und Matilda Hajon aus Zvornik zu falschen Ausweispapieren. Die beiden Freunde gingen mit Aron Hajon ins Polizeipräsidium in Belgrad und erklärten unter Eid, dass sie Aca Marković, Hajons neuen Decknamen, als bosnischen Serben aus Zvornik kennen würden, der wie sie als Flüchtling in der Stadt sei. Mit den neuen Papieren konnte die Familie Hajon nach Niš in Serbien fliehen, wo sie den Krieg überlebten. | 1998 |
| Djordje Blendic             |               |               | Jabukovac                 | Nikola Blendic und Djordje Blendic, die Söhne von Jovan Blendic, die alle in der Nähe des Dorfes Jabukovac wohnten, versteckten – zusammen mit der Schwiegertochter Mitra Blendic und dem Enkelsohn Nikolica Blendic – den Juden Žak Levi, einen Kaufmann aus Negotin, sowie seine Frau und seine kleine Tochter. Als ein Nachbar von Jovan Blendic diesem anvertraute, dass er einen alten jüdischen Mann aus Negotin verstecke, der auf der Suche nach seinem Sohn und dessen Familie sei, erkannte Jovan Blendic, dass es sich um den Vater von Žak Levi handeln müsse. Zusammen mit seinem Enkelsohn Nikolica Blendic arrangierte er daraufhin in seinem Haus das Zusammentreffen von Žak Levi und seinem Vater Moše Levi, der kurz nach dem Wiedersehen verstarb. | 1992 |
| Mitra Blendic               |               |               | Jabukovac                 | Nikola Blendic und Djordje Blendic, die Söhne von Jovan Blendic, die alle in der Nähe des Dorfes Jabukovac wohnten, versteckten – zusammen mit der Schwiegertochter Mitra Blendic und dem Enkelsohn Nikolica Blendic – den Juden Žak Levi, einen Kaufmann aus Negotin, sowie seine Frau und seine kleine Tochter. Als ein Nachbar von Jovan Blendic diesem anvertraute, dass er einen alten jüdischen Mann aus Negotin verstecke, der auf der Suche nach seinem Sohn und dessen Familie sei, erkannte Jovan Blendic, dass es sich um den Vater von Žak Levi handeln müsse. Zusammen mit seinem Enkelsohn Nikolica Blendic arrangierte er daraufhin in seinem Haus das Zusammentreffen von Žak Levi und seinem Vater Moše Levi, der kurz nach dem Wiedersehen verstarb. | 1992 |
| Jovan Blendic               |               |               | Jabukovac                 | Nikola Blendic und Djordje Blendic, die Söhne von Jovan Blendic, die alle in der Nähe des Dorfes Jabukovac wohnten, versteckten – zusammen mit der Schwiegertochter Mitra Blendic und dem Enkelsohn Nikolica Blendic – den Juden Žak Levi, einen Kaufmann aus Negotin, sowie seine Frau und seine kleine Tochter. Als ein Nachbar von Jovan Blendic diesem anvertraute, dass er einen alten jüdischen Mann aus Negotin verstecke, der auf der Suche nach seinem Sohn und dessen Familie sei, erkannte Jovan Blendic, dass es sich um den Vater von Žak Levi handeln müsse. Zusammen mit seinem Enkelsohn Nikolica Blendic arrangierte er daraufhin in seinem Haus das Zusammentreffen von Žak Levi und seinem Vater Moše Levi, der kurz nach dem Wiedersehen verstarb. | 1999 |
| Nikola Blendic              |               |               | Jabukovac                 | Nikola Blendic und Djordje Blendic, die Söhne von Jovan Blendic, die alle in der Nähe des Dorfes Jabukovac wohnten, versteckten – zusammen mit der Schwiegertochter Mitra Blendic und dem Enkelsohn Nikolica Blendic – den Juden Žak Levi, einen Kaufmann aus Negotin, sowie seine Frau und seine kleine Tochter. Als ein Nachbar von Jovan Blendic diesem anvertraute, dass er einen alten jüdischen Mann aus Negotin verstecke, der auf der Suche nach seinem Sohn und dessen Familie sei, erkannte Jovan Blendic, dass es sich um den Vater von Žak Levi handeln müsse. Zusammen mit seinem Enkelsohn Nikolica Blendic arrangierte er daraufhin in seinem Haus das Zusammentreffen von Žak Levi und seinem Vater Moše Levi, der kurz nach dem Wiedersehen verstarb. | 1999 |
| Nikolica Blendic            |               |               | Jabukovac                 | Nikola Blendic und Djordje Blendic, die Söhne von Jovan Blendic, die alle in der Nähe des Dorfes Jabukovac wohnten, versteckten – zusammen mit der Schwiegertochter Mitra Blendic und dem Enkelsohn Nikolica Blendic – den Juden Žak Levi, einen Kaufmann aus Negotin, sowie seine Frau und seine kleine Tochter. Als ein Nachbar von Jovan Blendic diesem anvertraute, dass er einen alten jüdischen Mann aus Negotin verstecke, der auf der Suche nach seinem Sohn und dessen Familie sei, erkannte Jovan Blendic, dass es sich um den Vater von Žak Levi handeln müsse. Zusammen mit seinem Enkelsohn Nikolica Blendic arrangierte er daraufhin in seinem Haus das Zusammentreffen von Žak Levi und seinem Vater Moše Levi, der kurz nach dem Wiedersehen verstarb. | 1999 |
| Mijajlo Bogicevic           |               |               | Drence                    | Mijajlo Bogićević und Milica Bogićević, ein Winzerehepaar aus dem Dorf Drence, versteckte von 1942 bis zum November 1944 die vierköpfige jüdische Familie Papo aus Raška. Als im März 1942 die Deportationen begannen waren Yitzchak Papo und seine Frau Rena Papo mit ihren Töchtern Leah und Rachel zunächst nach Josanićka Banja geflohen, wo sie der örtliche Priester einige Tage aufnahm. Auf dessen Vermittlung konnten sie sich dann für sechs Monate im Dorf Jelakce im Haus von Simeon und Miroslava Protić verstecken und fanden dann bei den Bogićevićs einen Zufluchtsort bis zur Befreiung. | 2009 |
| Milica Bogicevic            |               |               | Drence                    | Mijajlo Bogićević und Milica Bogićević, ein Winzerehepaar aus dem Dorf Drence, versteckte von 1942 bis zum November 1944 die vierköpfige jüdische Familie Papo aus Raška. Als im März 1942 die Deportationen begannen waren Yitzchak Papo und seine Frau Rena Papo mit ihren Töchtern Leah und Rachel zunächst nach Josanićka Banja geflohen, wo sie der örtliche Priester einige Tage aufnahm. Auf dessen Vermittlung konnten sie sich dann für sechs Monate im Dorf Jelakce im Haus von Simeon und Miroslava Protić verstecken und fanden dann bei den Bogićevićs einen Zufluchtsort bis zur Befreiung. | 2009 |
| Borivoje Bondzic            | 1908          | 1959          | Aleksandrovac             | Das Ehepaar Borivoje Bondžić und Grozdana Bondžić aus einem Dorf in der Nähe von Aleksandrovac versteckte im Februar 1943 für zwei Wochen die hochschwangere jüdische Ärztin Dr. Julija Deutsch. Das Ehepaar Deutsch, das in einem Krankenhaus in Aleksandrovac gearbeitet hatte, musste nach dem Einmarsch der Deutschen seine Wohnung verlassen, zog ab Dezember 1941 von Dorf zu Dorf und versteckte sich mit geflohenen Zwangsarbeitern in den Wäldern. Im Dezember 1942 konnte die hochschwangere Julija Deutsch nicht länger im Wald bleiben und wurde von jemand aus der Gruppe zunächst zum Ehepaar Zdravković und ihrem Mann gebracht, nach sechs Wochen zum Ehepaar Bondžić. | 1980 |
| Grozdana Bondzic            | 1912          | 1988          | Aleksandrovac             | Das Ehepaar Borivoje Bondžić und Grozdana Bondžić aus einem Dorf in der Nähe von Aleksandrovac versteckte im Februar 1943 für zwei Wochen die hochschwangere jüdische Ärztin Dr. Julija Deutsch. Das Ehepaar Deutsch, das in einem Krankenhaus in Aleksandrovac gearbeitet hatte, musste nach dem Einmarsch der Deutschen seine Wohnung verlassen, zog ab Dezember 1941 von Dorf zu Dorf und versteckte sich mit geflohenen Zwangsarbeitern in den Wäldern. Im Dezember 1942 konnte die hochschwangere Julija Deutsch nicht länger im Wald bleiben und wurde von jemand aus der Gruppe zunächst zum Ehepaar Zdravković und ihrem Mann gebracht, nach sechs Wochen zum Ehepaar Bondžić. | 1980 |
| Dr. Radovan Botic           | 1912          |               | Sremska Mitrovica         | Dr. Radovan Botić, ein Tierarzt aus Sremska Mitrovica, versteckte in seinem Haus in Guča von Dezember 1941 bis Dezember 1944 seine langjährigen jüdischen Bekannten Aleksandar Kremer, seine Frau Olga Kremer und ihre Tochter Julia Kremer. | 1989 |
| Jovana Bradic               |               |               | Grgure                    | Das Ehepaar Sava Bradić und Jovana Bradić, wohlhabende Bauern mit sieben Kindern aus dem Dorf Grgure am Fuße des Kopaonik-Gebirges, versteckten von Ende 1942 bis zur Befreiung im Oktober 1944 in ihrer Scheune den aus Belgrad geflohenen Juden Raka Ruben, seine Frau Flora Ruben und ihre Töchter Rachel Ruben und Bojana Ruben. | 1994 |
| Sava Bradic                 |               |               | Grgure                    | Das Ehepaar Sava Bradić und Jovana Bradić, wohlhabende Bauern mit sieben Kindern aus dem Dorf Grgure am Fuße des Kopaonik-Gebirges, versteckten von Ende 1942 bis zur Befreiung im Oktober 1944 in ihrer Scheune den aus Belgrad geflohenen Juden Raka Ruben, seine Frau Flora Ruben und ihre Töchter Rachel Ruben und Bojana Ruben. | 1994 |
| Mariska Canadi              |               | 1994          | Novi Knezevac             | Mariška Čanadi aus Novi Kneževac nahm ab Dezember 1941 das elfjährige jüdische Mädchen Roza Saul bei sich auf, das ihr Onkel Pal Žamboki, ein Schuster aus Belgrad, zu ihr gebracht hatte. Čanadi zog das Kind gemeinsam mit ihren Kindern bis 1945 auf. | 1995 |
| Radovan Djonovic            |               |               | Donja Crnuća              | Radovan Djonović und Rosa Djonović, Bauern aus dem Dorf Donja Crnuća, versteckten auf ihrem Bauernhof von Dezember 1941 bis zur Befreiung im Oktober 1944 den 16-jährigen Juden Daniel Semnic und besorgten ihm 1943 falsche Ausweispapiere als bosnisch-muslimischen Flüchtling. | 1983 |
| Rosa Djonovic               |               |               | Donja Crnuća              | Radovan Djonović und Rosa Djonović, Bauern aus dem Dorf Donja Crnuća, versteckten auf ihrem Bauernhof von Dezember 1941 bis zur Befreiung im Oktober 1944 den 16-jährigen Juden Daniel Semnic und besorgten ihm 1943 falsche Ausweispapiere als bosnisch-muslimischen Flüchtling. | 1983 |
| Dara Djosevic-Adanja        | 1919          | 2004          | Belgrad                   | Dara Djošević-Adanja, eine junge Serbin aus Belgrad, die mit dem Juden Avraham Adanja verlobt war, half nach dem deutschen Einmarsch im April 1941 der gesamten Familie Adanja bei der Flucht aus Belgrad. Dara Djošević versteckte Avrahams Vater Jakov Adanja und ihren Verlobten mit Hilfe eines befreundeten Arztes zunächst für zwei Monate in einer psychiatrischen Klinik in Avala. Dann beschaffte sie falsche Ausweispapiere und brachte die beiden Männer persönlich nach Priština. Dann kehrte sie nach Belgrad zurück, um Avrahams Mutter Gizela Adanja und ihren jüngsten Sohn Benko Adanja ebenfalls nach Priština zu schleusen. Danach gelang es ihr, unterstützt von ihrem Bruder, auch Stela Šalom, die Schwester ihres Verlobten und deren Töchter Elisa und Lilly nach Priština zu bringen. | 1998 |
| Aleksandar Djurkovic        |               |               | Popovica                  | Aleksandar Djurković, ein Bauer aus dem Dorf Popovica, versteckte 1942 für fast ein Jahr die Jüdin Anka Levi und ihre Töchter Rina Levi und Djordje Levi. | 1999 |
| Anna Dudas                  |               |               | Lug                       | Das Ehepaar Anna Dudas und Palo Dudas, Milchbauern aus dem Dorf Lug in der Nähe von Ilok an der kroatisch-serbischen Grenze, versteckte – als alle Juden aufgefordert wurden, sich registrieren zu lassen und ihren Besitz zu übergeben – die jüdische Familie Deutsch, die Besitzer des örtlichen Lebensmittelladens, in verschiedenen Hütten, die sich auf ihrem Grundstück und ihren Feldern befanden. Da die Mehrheit der Bewohner von Lug die Ustascha unterstützte, schmuggelten die Dudas zwei Kinder der Familie Deutsch, Blanka Deutsch und Hana Deutsch, auf die andere Seite der Donau nach Bački-Petrovac, wo die älteste Tochter der Familie Deutsch lebte. Insgesamt half und versteckte das Ehepaar Dudas zehn jüdische Mitbürger, aber nur Blanka Deutsch und Hana Deutsch überlebten. Alle anderen wurden im August 1942 von der Ustascha verhaftet, in das Konzentrationslager Jasenovac deportiert und dort ermordet. | 1995 |
| Palo Dudas                  |               |               | Lug                       | Das Ehepaar Anna Dudas und Palo Dudas, Milchbauern aus dem Dorf Lug in der Nähe von Ilok an der kroatisch-serbischen Grenze, versteckte – als alle Juden aufgefordert wurden, sich registrieren zu lassen und ihren Besitz zu übergeben – die jüdische Familie Deutsch, die Besitzer des örtlichen Lebensmittelladens, in verschiedenen Hütten, die sich auf ihrem Grundstück und ihren Feldern befanden. Da die Mehrheit der Bewohner von Lug die Ustascha unterstützte, schmuggelten die Dudas zwei Kinder der Familie Deutsch, Blanka Deutsch und Hana Deutsch, auf die andere Seite der Donau nach Bački-Petrovac, wo die älteste Tochter der Familie Deutsch lebte. Insgesamt half und versteckte das Ehepaar Dudas zehn jüdische Mitbürger, aber nur Blanka Deutsch und Hana Deutsch überlebten. Alle anderen wurden im August 1942 von der Ustascha verhaftet, in das Konzentrationslager Jasenovac deportiert und dort ermordet. | 1995 |
| Jelena Glavaski             | 1907          | 12. Jan. 1944 | Niš                       | Jelena Glavaški, eine ehemalige Kindergärtnerin aus Aleksinac, die in Niš lebte, bot der 14-jährigen Jüdin Jennie Lebel aus Belgrad, einem ihrer ehemaligen Kindergartenkinder, nach der Invasion Jugoslawiens durch Deutschland und seiner Verbündeten 1941 Unterschlupf und beschaffte ihr falsche Ausweispapiere als serbischer Flüchtling. Glavaški war eine Aktivistin des antifaschistischen Untergrunds und wurde 1943 – wie Jennie Lebel – verhaftet und gefoltert. Jelena Glavaški wurde 1944 hingerichtet. Jennie Lebel, die in ein Konzentrationslager in Deutschland gebracht wurde, überlebte und kehrte 1945 nach Belgrad zurück. | 1987 |
| Milan Gligorijevic          | 4. Mai 1905   | 12. Okt. 1977 | Backa Topola              | Milan Gligorijević, ein in Belgrad geborener Serbe, der im ungarischen Szeged als Polizist tätig war, organisierte die Befreiung der Jüdin Jehudit Herbst aus dem deutschen Internierungslager in Bačka Topola. Jehudit Herbst und ihr Verlobter Itshak Herbst waren nach dem deutschen Einmarsch in Ungarn im März 1944 in einer Gruppe polnischer und slowakischer Juden auf der Flucht nach Rumänien. In Szeged war Jehudit Herbst von ungarischen Gendarmen festgenommen, eingesperrt und dann ins Internierungslager in Bačka Topola überstellt worden. Mit Hilfe einer List gelang es Milan Gligorijević, die internierte Jüdin zu befreien und nach Budapest zu bringen. Milan Gligorijević half später auch anderen inhaftierten Juden bei der Flucht. | 1996 |
| Hajrija Imeri-Mihaljic      |               |               | Kosovska Mitrovica        | Hajrija Imeri-Mihaljić, eine Roma aus dem Dorf Ade in der Nähe von Obilić, die seit ihrer Jugend im Haus der Jüdin Ester Baruch in Kosovska Mitrovica gearbeitet hatte, rettete das Leben der zweijährige Ester Acević, der Enkelin von Ester Baruch. Nach der Verhaftung und Internierung von Ester Baruch im März 1942 durch die Deutschen, übergab die Großmutter ihre Enkelin an Hajrija Imeri-Mihaljić, der es gelang das Kind aus dem Durchgangslager der Stadt zu schmuggeln. Hajrija Imeri-Mihaljić zog das Kind bis 1945 auf. | 1991 |
| Andja Jakovljevic           |               |               | Mostar und Busovaca       | Andja Jakovljević, eine Serbin, die mit ihrem Mann und ihren drei Kindern in Mostar lebte, rettete das Leben des acht Monate alten jüdischen Mädchens Maja Buchwald. Andja Jakovljević fuhr auf Bitten eines Freundes im August 1941 von Mostar, das sich unter italienischer Kontrolle befand, nach Busovaća und schleuste das jüdische Mädchen, dessen Vater Dr. Dragutin Buchwald ermordet worden war, nach Mostar. | 1992 |
| Ratko Jankovic              | 29. Aug. 1914 | 19. Feb. 1996 | Sarajevo                  | Ratko Janković, ein Eisenbahner aus Sarajevo, war mit der Jüdin Gordana Alkalaj verheiratet und beide hatten viele jüdische Freunde. Nach dem deutschen Einmarsch in Jugoslawien und dem Beginn der Deportationen nutzte er seine Anstellung bei der Bahn, um zahlreichen Juden zu helfen. Der Jüdin Hagara Kajon besorgte er falsche Ausweispapiere und brachte sie zu einem Zug, der sie sicher in die italienischen Besatzungszone brachte. Auf diesem Wege rettete er auch Zlata Bartfeld, eine jüdische Gymnasiallehrerin aus Sarajevo sowie seine Schwiegereltern Albert Alkalai und Berta Alkalai. | 1990 |
| Katica Janosevic            |               |               | Belgrad und Perlez        | Katica Janošević aus Belgrad organisierte nach dem deutschen Einmarsch in Jugoslawien im April 1941 für ihre jüdische Freundin Anuška Arueti ein Versteck bei ihrer Familie im Dorf Perlez im Banat und gab ihr für die Reise den Personalausweis ihrer Tochter Ana Janošević. Anuška Arueti überlebte als einzige der Familie Arueti den Krieg. Bereits beim Einmarsch der Deutschen wurden mehrere Mitglieder der Familie Arueti ermordet, darunter Anuška Aruetis Ehemann Solomon Danon, ihr Vater Avraham und ihre Brüder Maks, Josef und Jakov. Und im Dezember 1941 wurden ihre Großmutter, ihre Tochter Bukica und deren zwei Kinder ins KZ Sajmište gebracht und getötet. | 1964 |
| Bozidar Jovanovic           | 6. Dez. 1896  | 9. Okt. 1943  | Šid                       | Bogdan Jovanović, ein Schneider und ein Aktivist des antifaschistischen Untergrunds aus Šid, seine Frau Desanka Jovanović, ihre Tochter Nada Jovanović und ihr Sohn Nemanja Jovanović versteckten in ihrem Haus ab August 1942 den 15-jährigen Juden Kalmi Levi aus Sarajevo. Der Vater des Jungen, Itzchak Levi, und seine sechs Geschwister waren von den Ustascha ermordet worden, seine Mutter Luna Levi und er waren ins Konzentrationslager Djakovo deportiert worden, wo seine Mutter an Typhus starb. Kalmi Levi war die Flucht gelungen und gelangte nach langer Wanderschaft zur Familie Jovanović. | 1968 |
| Desanka Jovanovic           | 20. März 1902 | 27. Juni 1950 | Šid                       | Bogdan Jovanović, ein Schneider und ein Aktivist des antifaschistischen Untergrunds aus Šid, seine Frau Desanka Jovanović, ihre Tochter Nada Jovanović und ihr Sohn Nemanja Jovanović versteckten in ihrem Haus ab August 1942 den 15-jährigen Juden Kalmi Levi aus Sarajevo. Der Vater des Jungen, Itzchak Levi, und seine sechs Geschwister waren von den Ustascha ermordet worden, seine Mutter Luna Levi und er waren ins Konzentrationslager Djakovo deportiert worden, wo seine Mutter an Typhus starb. Kalmi Levi war die Flucht gelungen und gelangte nach langer Wanderschaft zur Familie Jovanović. | 1968 |
| Nada Jovanovic              |               |               | Šid                       | Bogdan Jovanović, ein Schneider und ein Aktivist des antifaschistischen Untergrunds aus Šid, seine Frau Desanka Jovanović, ihre Tochter Nada Jovanović und ihr Sohn Nemanja Jovanović versteckten in ihrem Haus ab August 1942 den 15-jährigen Juden Kalmi Levi aus Sarajevo. Der Vater des Jungen, Itzchak Levi, und seine sechs Geschwister waren von den Ustascha ermordet worden, seine Mutter Luna Levi und er waren ins Konzentrationslager Djakovo deportiert worden, wo seine Mutter an Typhus starb. Kalmi Levi war die Flucht gelungen und gelangte nach langer Wanderschaft zur Familie Jovanović. | 1968 |
| Nemanja Jovanovic           | 4. Okt. 1921  | 24. Mai 1995  | Šid                       | Bogdan Jovanović, ein Schneider und ein Aktivist des antifaschistischen Untergrunds aus Šid, seine Frau Desanka Jovanović, ihre Tochter Nada Jovanović und ihr Sohn Nemanja Jovanović versteckten in ihrem Haus ab August 1942 den 15-jährigen Juden Kalmi Levi aus Sarajevo. Der Vater des Jungen, Itzchak Levi, und seine sechs Geschwister waren von den Ustascha ermordet worden, seine Mutter Luna Levi und er waren ins Konzentrationslager Djakovo deportiert worden, wo seine Mutter an Typhus starb. Kalmi Levi war die Flucht gelungen und gelangte nach langer Wanderschaft zur Familie Jovanović. | 1968 |
| Danica Jovanovic            |               |               | Belgrad                   | Danica Jovanović und ihre Töchter Mileva Jovanović und Olga Jovanović aus Belgrad beherbergten im Sommer 1942 in ihrer Wohnung für mehrere Tage die ihnen unbekannte Blanka Kraus und ihren vierjährigen Sohn Aleksandar Kraus. Sie besorgten Kraus eine Aufenthaltsgenehmigung und Lebensmittelkarten. Auch als Blanka Kraus ihre Identität als Jüdin offenbarte, durfte sie mit ihrem Sohn in der Wohnung bleiben. Die Jovanovićs verschafften Kraus ein Versteck bei Verwandten im Dorf Dudovice, wo sie als Lehrerin arbeiten konnte. | 1993 |
| Mileva Jovanovic            | 1915          |               | Belgrad                   | Danica Jovanović und ihre Töchter Mileva Jovanović und Olga Jovanović aus Belgrad beherbergten im Sommer 1942 in ihrer Wohnung für mehrere Tage die ihnen unbekannte Blanka Kraus und ihren vierjährigen Sohn Aleksandar Kraus. Sie besorgten Kraus eine Aufenthaltsgenehmigung und Lebensmittelkarten. Auch als Blanka Kraus ihre Identität als Jüdin offenbarte, durfte sie mit ihrem Sohn in der Wohnung bleiben. Die Jovanovićs verschafften Kraus ein Versteck bei Verwandten im Dorf Dudovice, wo sie als Lehrerin arbeiten konnte. | 1993 |
| Olga Jovanovic              |               |               | Belgrad                   | Danica Jovanović und ihre Töchter Mileva Jovanović und Olga Jovanović aus Belgrad beherbergten im Sommer 1942 in ihrer Wohnung für mehrere Tage die ihnen unbekannte Blanka Kraus und ihren vierjährigen Sohn Aleksandar Kraus. Sie besorgten Kraus eine Aufenthaltsgenehmigung und Lebensmittelkarten. Auch als Blanka Kraus ihre Identität als Jüdin offenbarte, durfte sie mit ihrem Sohn in der Wohnung bleiben. Die Jovanovićs verschafften Kraus ein Versteck bei Verwandten im Dorf Dudovice, wo sie als Lehrerin arbeiten konnte. | 1993 |
| Prof. Dr. Dušan Jovanović   |               |               | Novi Sad                  | Dušan Jovanović, damals ein Medizinstudent am städtischen Krankenhaus in Novi Sad in der Vojvodina, rettete im Herbst 1944 zusammen mit anderen Medizinstudenten das Leben von zwanzig Juden. Die Juden hatten zuvor – wie 6000 andere ungarische Juden – als Zwangsarbeiter in großen Kupferminen in der Gegend von Bor (Serbien) gearbeitet und waren im August/September 1944 von dort zwangsevakuiert worden. Auf dem Marsch nach Norden wurden Tausende der Zwangsarbeiter von den Deutschen, Ungarn und Bosniern, die in der SS dienten, ermordet. György Spira gelang es in Novi Sad in einer Gruppe von 20 Juden zu fliehen und im Keller des städtischen Krankenhauses Zuflucht zu finden. Das Personal des städtischen Krankenhauses verriet die Flüchtlinge nicht und Dušan Jovanović und seine Kollegen fütterte die ausgemergelte und ausgehungerte Gruppe mit äußerster Vorsicht, da ungeplantes Essen zu ihrem Tod geführt hätte.                                                                                                   | 2006 |
| Pero Jovanovic              | 1927          |               | Prizren                   | Der 17-jährige Pero Jovanović aus Prizren kümmerte sich nach der Verhaftung des jüdische Ehepaares Eugen Hochberg und Else Hochberg Anfang 1944 um deren Tochter Miriam Hochberg, die an Kinderlähmung erkrankt war. Er trug das Mädchen über ein Jahr lang jeden Tag auf seinen Armen zur Behandlung in das Krankenhaus am anderen Ende der Stadt. | 1993 |
| Ljubinka Jovanovic          |               |               | Belgrad                   | Stanko Jovanović, ein Reporter aus Belgrad, und seine Frau Ljubinka Jovanović retteten das Leben der Jüdin Eugenia Bosković und ihrer 13-jährigen Tochter Vera Bosković. Stanko Jovanović, ein Kollege des im April 1941 hingerichteten jüdischen Reporters Zigmund Bosković, suchte für dessen Frau und Tochter eine neue Wohnung in Belgrad, besorgte für sie falsche Ausweispapiere und organisierte ein Versteck und Arbeit bei seiner Schwester im 200 Kilometer entfernten Niš. Von 1943 bis zur Befreiung des Gebiets im Oktober 1944 versteckte er die beiden gemeinsam mit seiner Frau im eigenen Haus. | 1967 |
| Stanko Jovanovic            |               |               | Belgrad                   | Stanko Jovanović, ein Reporter aus Belgrad, und seine Frau Ljubinka Jovanović retteten das Leben der Jüdin Eugenia Bosković und ihrer 13-jährigen Tochter Vera Bosković. Stanko Jovanović, ein Kollege des im April 1941 hingerichteten jüdischen Reporters Zigmund Bosković, suchte für dessen Frau und Tochter eine neue Wohnung in Belgrad, besorgte für sie falsche Ausweispapiere und organisierte ein Versteck und Arbeit bei seiner Schwester im 200 Kilometer entfernten Niš. Von 1943 bis zur Befreiung des Gebiets im Oktober 1944 versteckte er die beiden gemeinsam mit seiner Frau im eigenen Haus. | 1967 |
| Milka Jovanovic             |               |               | Negotin                   | Tihomir Jovanovic und seine Frau Milka Jovanovic aus Negotin versteckten im Spätsommer 1941 ihren jüdischen Nachbarn Žak Levi in ihrem Haus und Tihomir Jovanovic organisierte seine Flucht aus der Stadt in ein neues Versteck bei Djordje Blendic. | 1992 |
| Tihomir Jovanovic           |               |               | Negotin                   | Tihomir Jovanovic und seine Frau Milka Jovanovic aus Negotin versteckten im Spätsommer 1941 ihren jüdischen Nachbarn Žak Levi in ihrem Haus und Tihomir Jovanovic organisierte seine Flucht aus der Stadt in ein neues Versteck bei Djordje Blendic. | 1992 |
| Milenija Knezevic           |               |               | Aleksandrovac             | Slobodan Knežević und Milenija Knežević aus einem Dorf in der Nähe von Aleksandrovac nahmen am 3. März 1943 die hochschwangere jüdische Ärztin Dr. Julija Deutsch bei sich auf. Deutsch konnte in ihrem Haus ihren Sohn Miloš Deutsch zur Welt bringen. Sie musste das Haus aber nach zwei Wochen verlassen, da die Deutschen ihre Suchaktionen nach Juden in der Gegend intensivierten. Slobodan Knežević und Borivoje Bondžić halfen ihr später neue Verstecke zu finden und versorgten sie und ihr neugeborenes Kind mit Nahrungsmitteln. | 1980 |
| Slobodan Knezevic           |               |               | Aleksandrovac             | Slobodan Knežević und Milenija Knežević aus einem Dorf in der Nähe von Aleksandrovac nahmen am 3. März 1943 die hochschwangere jüdische Ärztin Dr. Julija Deutsch bei sich auf. Deutsch konnte in ihrem Haus ihren Sohn Miloš Deutsch zur Welt bringen. Sie musste das Haus aber nach zwei Wochen verlassen, da die Deutschen ihre Suchaktionen nach Juden in der Gegend intensivierten. Slobodan Knežević und Borivoje Bondžić halfen ihr später neue Verstecke zu finden und versorgten sie und ihr neugeborenes Kind mit Nahrungsmitteln. | 1980 |
| Vojislav Knezevic           | 1912          | 14. Apr. 1992 | KZ Sajmište und Kikinda   | Vojislav Knežević, ein Schumacher aus Kikinda, der mit der Jüdin Ana Knežević verheiratet war, erwirkte nach der Verhaftung und Deportation seiner Frau ins KZ Sajmište im August 1941 bei den Behörden die Genehmigung zur Freilassung seiner Frau. Mit dieser Genehmigung fuhr er ins Konzentrationslager und es gelang ihm nicht nur seine Frau, sondern auch deren Schwester Margit Vajda und ihre vier Kinder aus dem Lager zu befreien und mit ihnen zurück nach Kikinda zu fahren. Margit Vajda und ihre vier Kinder lebten im Dorf versteckt bis zum Ende des Krieges. | 2012 |
| Bosiljka Kostic             | 1921          |               | Pirot                     | Das Ehepaar Ljubomir Kostić und Roksana Kostić und ihre erwachsenen Kinder Dragoslav Kostić und Bosiljka Kostić aus Pirot in Südserbien versteckten im März 1943 ihren jüdischen Nachbarn Marko Konfino und dessen beide Töchter Ruth und Rachel Konfino, die ihrer Verhaftung im Nachbarhaus durch bulgarische Soldaten entgangen waren. Die Kostićs kümmerten sich eine Woche lang um ihre drei Schützlinge, beschafften ihnen falsche Ausweise und organisierten ihre Flucht nach Bulgarien. | 1997 |
| Dragoslav Kostic            |               |               | Pirot                     | Das Ehepaar Ljubomir Kostić und Roksana Kostić und ihre erwachsenen Kinder Dragoslav Kostić und Bosiljka Kostić aus Pirot in Südserbien versteckten im März 1943 ihren jüdischen Nachbarn Marko Konfino und dessen beide Töchter Ruth und Rachel Konfino, die ihrer Verhaftung im Nachbarhaus durch bulgarische Soldaten entgangen waren. Die Kostićs kümmerten sich eine Woche lang um ihre drei Schützlinge, beschafften ihnen falsche Ausweise und organisierten ihre Flucht nach Bulgarien. | 1997 |
| Ljubomir Kostic             |               |               | Pirot                     | Das Ehepaar Ljubomir Kostić und Roksana Kostić und ihre erwachsenen Kinder Dragoslav Kostić und Bosiljka Kostić aus Pirot in Südserbien versteckten im März 1943 ihren jüdischen Nachbarn Marko Konfino und dessen beide Töchter Ruth und Rachel Konfino, die ihrer Verhaftung im Nachbarhaus durch bulgarische Soldaten entgangen waren. Die Kostićs kümmerten sich eine Woche lang um ihre drei Schützlinge, beschafften ihnen falsche Ausweise und organisierten ihre Flucht nach Bulgarien. | 1997 |
| Roksana Kostic              |               |               | Pirot                     | Das Ehepaar Ljubomir Kostić und Roksana Kostić und ihre erwachsenen Kinder Dragoslav Kostić und Bosiljka Kostić aus Pirot in Südserbien versteckten im März 1943 ihren jüdischen Nachbarn Marko Konfino und dessen beide Töchter Ruth und Rachel Konfino, die ihrer Verhaftung im Nachbarhaus durch bulgarische Soldaten entgangen waren. Die Kostićs kümmerten sich eine Woche lang um ihre drei Schützlinge, beschafften ihnen falsche Ausweise und organisierten ihre Flucht nach Bulgarien. | 1997 |
| Divna Kovanovic             |               |               | Batocina                  | Divna Kovanović aus Batocina, versteckte ab von 1943 bis zur Befreiung die Jüdin Klarisa Levi aus Belgrad, die zuvor bei ihrer Tochter Biserka Mladenović und deren Mann Vladimir Mladenović versteckt war. | 1999 |
| Danilo Kozarski             |               |               | Becej                     | Das Bauern- und Winzerehepaar Stevo und Julija Kozarski und ihre Kinder Olga und Danilo Kozarski aus Bečej retteten das Leben des sechsjährigen jüdischen Jungen Mordechai Stern aus Novi Sad. Die Kozarskis nahmen den Jungen im Januar 1942 bei sich auf und versteckten ihn bis 1945 in ihrem Haus und einer Hütte im Weinberg. Die Eltern des Jungen, Arie und Roszi Stern, gerieten mit ihrem Sohn zuvor in das durch Ungarn vom 21. bis 23. Januar 1942 verübte Pogrom gegen Juden und Serben in und um Novi Sad. Bei diesem Pogrom wurden etwa 800 Juden bei starkem Schneefall und eisigen Temperaturen zusammengetrieben, zum Ufer der eisbedeckten Donau eskortiert, wo sie in einer Reihe aufgestellt und erschossen wurden. Mordechai Sterns nichtjüdischem Onkel gelang es den sechsjährigen Mordechai aus der Razzia zu schmuggeln und ihn zur Familie Kozarski zu bringen. | 1994 |
| Julis Kozarski              |               |               | Becej                     | Das Bauern- und Winzerehepaar Stevo und Julija Kozarski und ihre Kinder Olga und Danilo Kozarski aus Bečej retteten das Leben des sechsjährigen jüdischen Jungen Mordechai Stern aus Novi Sad. Die Kozarskis nahmen den Jungen im Januar 1942 bei sich auf und versteckten ihn bis 1945 in ihrem Haus und einer Hütte im Weinberg. Die Eltern des Jungen, Arie und Roszi Stern, gerieten mit ihrem Sohn zuvor in das durch Ungarn vom 21. bis 23. Januar 1942 verübte Pogrom gegen Juden und Serben in und um Novi Sad. Bei diesem Pogrom wurden etwa 800 Juden bei starkem Schneefall und eisigen Temperaturen zusammengetrieben, zum Ufer der eisbedeckten Donau eskortiert, wo sie in einer Reihe aufgestellt und erschossen wurden. Mordechai Sterns nichtjüdischem Onkel gelang es den sechsjährigen Mordechai aus der Razzia zu schmuggeln und ihn zur Familie Kozarski zu bringen. | 1994 |
| Olga Kozarski               |               |               | Becej                     | Das Bauern- und Winzerehepaar Stevo und Julija Kozarski und ihre Kinder Olga und Danilo Kozarski aus Bečej retteten das Leben des sechsjährigen jüdischen Jungen Mordechai Stern aus Novi Sad. Die Kozarskis nahmen den Jungen im Januar 1942 bei sich auf und versteckten ihn bis 1945 in ihrem Haus und einer Hütte im Weinberg. Die Eltern des Jungen, Arie und Roszi Stern, gerieten mit ihrem Sohn zuvor in das durch Ungarn vom 21. bis 23. Januar 1942 verübte Pogrom gegen Juden und Serben in und um Novi Sad. Bei diesem Pogrom wurden etwa 800 Juden bei starkem Schneefall und eisigen Temperaturen zusammengetrieben, zum Ufer der eisbedeckten Donau eskortiert, wo sie in einer Reihe aufgestellt und erschossen wurden. Mordechai Sterns nichtjüdischem Onkel gelang es den sechsjährigen Mordechai aus der Razzia zu schmuggeln und ihn zur Familie Kozarski zu bringen. | 1994 |
| Stevo Kozarski              |               |               | Becej                     | Das Bauern- und Winzerehepaar Stevo und Julija Kozarski und ihre Kinder Olga und Danilo Kozarski aus Bečej retteten das Leben des sechsjährigen jüdischen Jungen Mordechai Stern aus Novi Sad. Die Kozarskis nahmen den Jungen im Januar 1942 bei sich auf und versteckten ihn bis 1945 in ihrem Haus und einer Hütte im Weinberg. Die Eltern des Jungen, Arie und Roszi Stern, gerieten mit ihrem Sohn zuvor in das durch Ungarn vom 21. bis 23. Januar 1942 verübte Pogrom gegen Juden und Serben in und um Novi Sad. Bei diesem Pogrom wurden etwa 800 Juden bei starkem Schneefall und eisigen Temperaturen zusammengetrieben, zum Ufer der eisbedeckten Donau eskortiert, wo sie in einer Reihe aufgestellt und erschossen wurden. Mordechai Sterns nichtjüdischem Onkel gelang es den sechsjährigen Mordechai aus der Razzia zu schmuggeln und ihn zur Familie Kozarski zu bringen. | 1994 |
| Bela Kudlik                 |               |               | Subotica                  | Bela Kudlik und Katerina Kudlik aus Subotica kümmerten sich nach der Eroberung des von Ungarn besetzten Gebietes durch die Deutschen ab 1944 um den dreijährigen jüdischen Jungen Uri Weiss, den Sohn ihrer Nachbarn Josef Weiss und Piri Weiss. Josef Weiss war bereits 1941 in ein Arbeitslager deportiert worden und Piri Weiss war in ein Konzentrationslager gebracht worden, aus dem sie nie zurückkehrte. Aus Angst vor Kollaborateuren wanderten die Kudliks mit Uri Weiss von Ort zu Ort und kümmerten sich auch nach Kriegsende um das Kind. | 1987 |
| Katerina Kudlik             |               |               | Subotica                  | Bela Kudlik und Katerina Kudlik aus Subotica kümmerten sich nach der Eroberung des von Ungarn besetzten Gebietes durch die Deutschen ab 1944 um den dreijährigen jüdischen Jungen Uri Weiss, den Sohn ihrer Nachbarn Josef Weiss und Piri Weiss. Josef Weiss war bereits 1941 in ein Arbeitslager deportiert worden und Piri Weiss war in ein Konzentrationslager gebracht worden, aus dem sie nie zurückkehrte. Aus Angst vor Kollaborateuren wanderten die Kudliks mit Uri Weiss von Ort zu Ort und kümmerten sich auch nach Kriegsende um das Kind. | 1987 |
| Olga Kukovic                | 22. Juli 1910 |               | Sarajevo                  | Olga Kuković, die mit ihrer Tochter Ljiljana und ihrem Mann Janko in Sarajevo lebte, versteckte in ihrem Haus im Oktober 1941 Izidor Baruch und Hana Papo, den Bruder und die Schwester ihrer jüdischen Freundin und Nachbarin Berta Musafija. Außerdem organisierte sie deren Flucht nach Mostar, das damals von Italien besetzt war und Juden nicht verfolgte, und beschaffte einen falschen Ausweis für Izidor Baruch. | 1994 |
| Smilja Kvasina              |               | 12. März 1957 | Sarajevo                  | Smilja Kvasina und ihre Tochter Milena Markovič versteckten in Sarajevo die Jüdin Fanika Lucic. | 2014 |
| Mileta Lepcevic             |               |               | Baja                      | Mileta Lepčević, eine Serbin aus Novi Sad, die seit Anfang 1944 im ungarischen Baja lebte, rettete zusammen mit Pavle Tabaković das Leben des jüdischen Jungen Stefan Schäffer, den Sohn ihrer Freundin Magda Schäffer. Als Magda Schäffer nach der Eroberung des Gebiets durch die Deutschen im März 1944 – wie alle anderen Juden ghettoisiert wurde – bat sie ihre Freundin Mileta Lepčević ihren Sohn zu retten. Lepčević gelang es den Jungen für mehrere Wochen in einem Krankenhaus unterzubringen und brachte ihn dann, wie mit Magda Schäffer besprochen, zu Pavle Tabaković in Subotica. Magda Schäffer und ihre Mutter wurden ins KZ Auschwitz deportiert und ermordet. | 1978 |
| Lazar Ljubicic              | 1912          |               | Zasavica                  | Lazar Ljubičić und Mila Ljubičić, ein Bauernehepaar aus dem Dorf Zasavica in der Nähe von Šabac, versteckten im Oktober 1941 für einige Zeit das Ehepaar Ravica Schossberger und Oskar Schossberger aus Temerin und ihren sechsjährigen Sohn Tomi Schossberger sowie Ksenija Pašćan. Die vier Juden befanden sich in einem Konvoi von Juden, die durch Zasavica in Richtung des Konzentrationslagers Šabac getrieben wurden und sie konnten – in einem von den Wächtern unbeachteten Moment – von den Ljubičićs in ihr Haus geholt werden. | 1994 |
| Mila Ljubicic               |               |               | Zasavica                  | Lazar Ljubičić und Mila Ljubičić, ein Bauernehepaar aus dem Dorf Zasavica in der Nähe von Šabac, versteckten im Oktober 1941 für einige Zeit das Ehepaar Ravica Schossberger und Oskar Schossberger aus Temerin und ihren sechsjährigen Sohn Tomi Schossberger sowie Ksenija Pašćan. Die vier Juden befanden sich in einem Konvoi von Juden, die durch Zasavica in Richtung des Konzentrationslagers Šabac getrieben wurden und sie konnten – in einem von den Wächtern unbeachteten Moment – von den Ljubičićs in ihr Haus geholt werden. | 1994 |
| Anna Macasovic              |               |               | Subotica                  | Istvan Macasovic und seine Frau Anna Macasovic aus Subotica retteten 1944 das jüdische Kleinkind Péter Kohn, den Sohn ihrer jüdischen Bekannten Géza und Éva Kohn. Als die Deutschen im März 1944 in Ungarn einmarschieren, zwangen sie Géza Kohn zur Zwangsarbeit und deportieren Éva Kohn zunächst in ein Ghetto und später ins KZ Auschwitz. Vor ihrer Deportation nach Auschwitz gelang es den Macasovics Péter Kohn aus dem Ghetto zu schmuggeln. Sie kümmerten sich bis Kriegsende und bis zur Rückkehr der Mutter aus dem Konzentrationslager um das Kind. | 1988 |
| Istvan Macasovic            |               |               | Subotica                  | Istvan Macasovic und seine Frau Anna Macasovic aus Subotica retteten 1944 das jüdische Kleinkind Péter Kohn, den Sohn ihrer jüdischen Bekannten Géza und Éva Kohn. Als die Deutschen im März 1944 in Ungarn einmarschieren, zwangen sie Géza Kohn zur Zwangsarbeit und deportieren Éva Kohn zunächst in ein Ghetto und später ins KZ Auschwitz. Vor ihrer Deportation nach Auschwitz gelang es den Macasovics Péter Kohn aus dem Ghetto zu schmuggeln. Sie kümmerten sich bis Kriegsende und bis zur Rückkehr der Mutter aus dem Konzentrationslager um das Kind. | 1988 |
| Ljubica Mandusic            | 1901          |               | Prizren                   | Ljubica Mandušić und ihre Tochter Jelica Ranković aus Prizren versteckten von Ende November 1941 bis März 1943 in ihrem Haus den 27-jährigen Juden Josif Levi, seine Mutter Paula Levi, seine Schwester Neli Romano und ihren Mann Žak Romano, die im April 1941 aus Belgrad geflohen waren. | 2007 |
| Dr. Djordje Marinkovic      |               |               | Belgrad                   | Dr. Djordje Marinković, ein orthopädischer Chirurg aus Belgrad, und seine spätere Frau Stanka Marinković (geb. Grčić) halfen im April 1941 ihrem jüdischen Freund Rahamim Ruben, einem Fotografen der Zeitung Politika, und seiner Familie bei der Flucht vor Deportation und Zwangsarbeit. Dr. Djordje Marinković wies seinen Freund für drei Wochen ins Krankenhaus ein. In der Zwischenzeit beschaffte Stanka Grčić für den Fotografen falsche Papiere. Dann brachten sie ihren Freund, dessen Frau Flora Ruben und ihre beiden Töchter zum Bahnhof. Die Familie Rubens, die nach Albanien ausreisen wollte, fand wegen geschlossener Grenzen Zuflucht in Südserbien bei Predrag Vasić, Raša Nikolić und Sava Bradić. | 1996 |
| Stanka Marinkovic           | 1916          |               | Belgrad                   | Dr. Djordje Marinković, ein orthopädischer Chirurg aus Belgrad, und seine spätere Frau Stanka Marinković (geb. Grčić) halfen im April 1941 ihrem jüdischen Freund Rahamim Ruben, einem Fotografen der Zeitung Politika, und seiner Familie bei der Flucht vor Deportation und Zwangsarbeit. Dr. Djordje Marinković wies seinen Freund für drei Wochen ins Krankenhaus ein. In der Zwischenzeit beschaffte Stanka Grčić für den Fotografen falsche Papiere. Dann brachten sie ihren Freund, dessen Frau Flora Ruben und ihre beiden Töchter zum Bahnhof. Die Familie Rubens, die nach Albanien ausreisen wollte, fand wegen geschlossener Grenzen Zuflucht in Südserbien bei Predrag Vasić, Raša Nikolić und Sava Bradić. | 1996 |
| Milena Markovic             | 1922          | 21. Dez. 1977 | Sarajevo                  | Milena Markovič und ihre Mutter Smilja Kvasina versteckten in Sarajevo die Jüdin Fanika Lucic | 2014 |
| Martina Markovic-Levec      | 1920          |               | Zemun                     | Martina Levec-Marković, eine Lehrerin aus Zemun, versteckte auf dem Dachboden des Hauses ihrer abwesenden Eltern ab August 1942 für drei Monate drei jüdische Jugendliche und Mitglieder der antifaschistischen Untergrundbewegung. In diesem Zeitraum waren im Haus auch vier deutsche Offiziere einquartiert. | 2000 |
| Ljubo Milenkovic            |               |               | Štubik                    | Ljubo Milenković aus dem Dorf Štubik, etwa 50 km von Negotin, versteckte ab Ende 1943 zunächst den jüdischen Kaufmann Žak Levi und zwei Monate später auch dessen Frau und Kinder in seinem Haus. Aufgrund schwerer Kämpfe in der Nähe des Dorfes Štubik wurde die Familie später in ein neues Versteck im Haus von Andrej und Katarina Stojanović in dem Dorf Malajnica gebracht. | 1999 |
| Svetozar Milenkovic         | 4. Jan. 1907  | 11. Mai 1983  | Raška                     | Svetozar Milenkovic, Vida Milenkovic und ihr Bruder Aleksandar Petrovich aus Raška retteten die vierköpfige jüdische Familie Fenje. | 2003 |
| Vida Milenkovic             | 10. Jan. 1912 | 25. Aug. 1992 | Raška                     | Svetozar Milenkovic, Vida Milenkovic und ihr Bruder Aleksandar Petrovich aus Raška retteten die vierköpfige jüdische Familie Fenje. | 2003 |
| Lujza Milharcic             | 4. Nov. 1883  |               | Subotica                  | Lujza Milharčić, eine Maniküre aus Subotica, versteckte ab März 1944, als die Deutschen das von Ungarn besetzte Subotica eroberten, bis zum Ende des Krieges das zweijährige jüdische Kleinkind Mira Adanja. Mira Adanja, die Tochter von Katarina und Dr. Solomon Adanja, war von ihren Eltern auf deren Flucht nach Budapest in Subotica bei den Großeltern Olga und Aladar Baruch zurückgelassen worden und Lujza Milharčić bot diesen an, das Kind bei sich aufzunehmen. | 1985 |
| Ljubinka Milutinovic        |               |               | Belgrad                   | Das Ehepaar Predrag Milutinović und Ljubinka Milutinović und ihre Tochter Ružica Milutinović versteckten Bojana Judic, Rachela Judic und Flora Judic. | 2017 |
| Predrag Milutinovic         |               |               | Belgrad                   | Das Ehepaar Predrag Milutinović und Ljubinka Milutinović und ihre Tochter Ružica Milutinović versteckten Bojana Judic, Rachela Judic und Flora Judic. | 2017 |
| Ruzica Milutinovic          |               |               | Belgrad                   | Das Ehepaar Predrag Milutinović und Ljubinka Milutinović und ihre Tochter Ružica Milutinović versteckten Bojana Judic, Rachela Judic und Flora Judic. | 2017 |
| Biserka Mladenovic          |               |               | Batocina                  | Vladimir Mladenović und Biserka Mladenović versteckten die Jüdin Klarisa Levi aus Belgrad, besorgten ihr falsche Papiere und organisierten ihr von 1943 bis zur Befreiung ein Versteck bei Divna Kovanović, der Mutter von Biserka Mladenović. | 1999 |
| Vladimir Mladenovic         |               |               | Batocina                  | Vladimir Mladenović und Biserka Mladenović versteckten die Jüdin Klarisa Levi aus Belgrad, besorgten ihr falsche Papiere und organisierten ihr von 1943 bis zur Befreiung ein Versteck bei Divna Kovanović, der Mutter von Biserka Mladenović. | 1999 |
| Radisav Nedeljkovic         | 1914          |               | Bistrica                  | Radisav Nedeljkovič, ein Bauer aus Bistrica (heute in Bosnien-Herzegowina) und Mitglied des kommunistischen Untergrunds, versteckte ab 1941 in seiner kleinen Hütte die fünfköpfige jüdische Familie Shvartzenberg und versorgte sie. | 2011 |
| Rasa Nikolic                | 1917          |               | Kuršumlija und Konjuva    | Raša Nikolić, ein Schuster aus dem Dorf Konjuva, hörte im April 1941 von einer Gruppe von 40 Juden aus Belgrad , die aufgrund der geschlossenen albanischen Grenze in Kuršumlija gestrandet war. Nikolić brachte alle Juden nach und nach mit einem Karren in kleinen Gruppen zum Haus von Predrag Vasić, einem reichen Bauern, der allen Nahrung und Unterkunft verschaffte. Nikolić selbst kümmerte sich um die jüdische Familie Ruben, Raka Ruben, seine Frau Flora Ruben und ihre Töchter Rachel Ruben und Bojana Ruben. Er versteckte sie einige Zeit in seinem Haus und fand dann ein kleines Haus zur Miete im nahe gelegenen Dorf Preskoče, wo er sie mit Essen, Kleidung und Decken versorgte. | 1995 |
| Krsta Novakovic             |               |               | Krusevac                  | Krsta Novakovic und Kosa Petrovich aus Krusevac retteten die Jüdin Rebecca Taytachek und ihre vier Kinder. | 2003 |
| Stana Obradovic             |               |               | Risovac                   | Stana Obradović, eine verwitwete Bauersfrau mit zwei Kindern aus dem Dorf Risovac, versteckte von Frühjahr 1943 bis zur Befreiung die Jüdin Ela Rechnitzer und ihre zehnjährige Tochter Lea Rechnitzer. | 1989 |
| Angelina Panic              |               |               | Sombor                    | Der Rechtsanwalt Dr. Svetozar Panić und seine Frau Angelina Panić versteckten ab März 1944, als die Deutschen das Gebiet eroberten, für ein Jahr den vierjährigen jüdischen Jungen Branko Popadić, den Sohn ihrer jüdischen Freunde Dr. Ilija Popadić und Renie Popadić, die in ein Arbeitslager bzw. ein Konzentrationslager deportiert worden waren. | 1993 |
| Dr. Svetozar Panic          |               |               | Sombor                    | Der Rechtsanwalt Dr. Svetozar Panić und seine Frau Angelina Panić versteckten ab März 1944, als die Deutschen das Gebiet eroberten, für ein Jahr den vierjährigen jüdischen Jungen Branko Popadić, den Sohn ihrer jüdischen Freunde Dr. Ilija Popadić und Renie Popadić, die in ein Arbeitslager bzw. ein Konzentrationslager deportiert worden waren. | 1993 |
| Nadezda Pascan              | 1914          |               | Novi Sad                  | Nadežda Pašćan, eine Serbin aus Novi Sad, war befreundet mit der jüdischen Familie Schossberger in Temerin und ihre kleine Tochter Ksenija Pašćan besuchte oft ihren jüdischen Freund Tomi Schossberger. Die Familie Schossberger wurde gemeinsam mit Ksenija Pašćan im September 1941 nach Šabac deportiert. Nadežda Pašćan gelang es ihre Tochter und Tomi Schossberger aus dem Ghetto zu holen und sie versteckte den jüdischen Jungen bis zum Ende des Krieges. | 1994 |
| Aleksandar Pejic            |               |               | Belgrad                   | Dr. Mirko Pejić, seine Frau Nevenka Pejić und ihr Sohn Aleksandar Pejić versteckten mit Unterbrechungen ab August 1941 mehr als drei Jahre lang Julije Kemeny, den jüdischen Freund von Aleksandar Pejić, in ihrem Haus. | 1986 |
| Dr. Mirko Pejic             |               |               | Belgrad                   | Dr. Mirko Pejić, seine Frau Nevenka Pejić und ihr Sohn Aleksandar Pejić versteckten mit Unterbrechungen ab August 1941 mehr als drei Jahre lang Julije Kemeny, den jüdischen Freund von Aleksandar Pejić, in ihrem Haus. | 1986 |
| Nevenka Pejic               |               |               | Belgrad                   | Dr. Mirko Pejić, seine Frau Nevenka Pejić und ihr Sohn Aleksandar Pejić versteckten mit Unterbrechungen ab August 1941 mehr als drei Jahre lang Julije Kemeny, den jüdischen Freund von Aleksandar Pejić, in ihrem Haus. | 1986 |
| Mladen Peric                |               |               | Belgrad                   | Mladen Perić aus Belgrad versteckte die Jüdin Silvia Heinrich. | 2017 |
| Aleksandar Petrovic         | 31. Juli 1917 | 29. Juni 1944 | Raska                     | Aleksandar Petrovich und seine Schwester Vida Milenkovic retteten gemeinsam mit Svetozar Milenkovic die jüdische Familie Fenje. | 2003 |
| Kosa Petrovic               |               |               | Krusevac                  | Kosa Petrovich und Krsta Novakovic aus Krusevac retteten die Jüdin Rebecca Taytachek und ihre vier Kinder. | 2003 |
| Djordje Popovic             |               |               | Jabukovac                 | Djordje Popović und Marija Popović, ein Ehepaar mit zwei Kindern aus Jabukovac, versteckte 1942 den Juden Žak Levi, einen Kaufmann aus Negotin, und seine Familie. | 1999 |
| Marija Popovic              |               |               | Jabukovac                 | Djordje Popović und Marija Popović, ein Ehepaar mit zwei Kindern aus Jabukovac, versteckte 1942 den Juden Žak Levi, einen Kaufmann aus Negotin, und seine Familie. | 1999 |
| Predrag Popovic             | 1924          |               | Pristina                  | Predrag Popović, ein 17-jähriger Gymnasiast aus Priština, besorgte 1941 für die vierköpfige jüdische Familie von Dr. Rafailo Margulis bei der italienischen Botschaft in Belgrad Pässe für die Flucht nach Albanien oder Italien. Auf dem Rückweg nach Priština nahm er drei jüdische Verwandte von Frau Margulis mit, die falsche Papiere hatten, und schleuste sie auf der sechstägigen Rückreise durch die vielen Sicherheitskontrollen. | 2001 |
| Prof. Spasenije Prica       |               |               | Belgrad                   | Prof. Spasenije Prica, ein Schulleiter aus Belgrad, ließ 1941 für seinen 15-jährigen jüdischen Schüler Gershon Kapon einen gefälschten Schülerausweis erstellen, der ihn als Katholiken aus Split auswies. Mit Hilfe dieses Ausweises gelang Gershon Kapon die Flucht in die italienische Besatzungszone. | 1991 |
| Miroslava Protic            |               |               | Jelakce                   | Simeon Protić und Miroslava Protić aus dem Dorf Jelakce versteckten für sechs Monate die vierköpfige jüdische Familie Papo aus Raška. Danach fanden die Papas von 1942 bis zum November 1944 Zuflucht bei Mijajlo Bogićević und Milica Bogićević, einem Winzerehepaar aus dem Dorf Drence. | 2009 |
| Simeon Protic               |               |               | Jelakce                   | Simeon Protić und Miroslava Protić aus dem Dorf Jelakce versteckten für sechs Monate die vierköpfige jüdische Familie Papo aus Raška. Danach fanden die Papas von 1942 bis zum November 1944 Zuflucht bei Mijajlo Bogićević und Milica Bogićević, einem Winzerehepaar aus dem Dorf Drence. | 2009 |
| Jelica Rankovic             |               |               | Prizren                   | Ljubica Mandušić und ihre Tochter Jelica Ranković aus Prizren versteckten von Ende November 1941 bis März 1943 in ihrem Haus den 27-jährigen Juden Josif Levi, seine Mutter Paula Levi, seine Schwester Neli Romano und ihren Mann Žak Romano, die im April 1941 aus Belgrad geflohen waren. | 2007 |
| Helena Rasic                |               | 1950          | Belgrad                   | Helena Rašić und Veljko Rašić aus einem Vorort von Belgrad versteckten in ihrer Wohnung von 1942 bis Frühjahr 1944 das vierjährige jüdische Mädchen Hanna Nachmias, die Schwester von Sylvija Nachmias. Alle Männer in der jüdischen Familie Nachmias wurden nach der Besetzung Serbiens durch die Deutschen im August 1941 ins Lager Topovske Šupe in der Umgebung von Belgrad deportiert und von September bis November 1941 ermordet. Sylvija Nachmias, ihrer Mutter Margita Nachmias und ihrer kleine Schwester Hanna Nachmias gelang es im Dezember 1941 der Verhaftung und Deportierung ins Konzentrationslager Sajmište zu entgehen. Sylvija Nachmias und ihre Mutter Margita Nachmias konnten sich mit Hilfe christlicher Freunde falsche Ausweispapiere besorgen und damit eine kleine Wohnung in Belgrad anmieten. Hanna Nachmias wurde zur befreundeten Familie Rašić gebracht und überlebte so den Holocaust. | 2006 |
| Veljko Rasic                |               | 1975          | Belgrad                   | Helena Rašić und Veljko Rašić aus einem Vorort von Belgrad versteckten in ihrer Wohnung von 1942 bis Frühjahr 1944 das vierjährige jüdische Mädchen Hanna Nachmias, die Schwester von Sylvija Nachmias. Alle Männer in der jüdischen Familie Nachmias wurden nach der Besetzung Serbiens durch die Deutschen im August 1941 ins Lager Topovske Šupe in der Umgebung von Belgrad deportiert und von September bis November 1941 ermordet. Sylvija Nachmias, ihrer Mutter Margita Nachmias und ihrer kleine Schwester Hanna Nachmias gelang es im Dezember 1941 der Verhaftung und Deportierung ins Konzentrationslager Sajmište zu entgehen. Sylvija Nachmias und ihre Mutter Margita Nachmias konnten sich mit Hilfe christlicher Freunde falsche Ausweispapiere besorgen und damit eine kleine Wohnung in Belgrad anmieten. Hanna Nachmias wurde zur befreundeten Familie Rašić gebracht und überlebte so den Holocaust. | 2006 |
| Jelenko Stamenkovic         |               | 1986          | Sesalac                   | Jelenko Stamenković und Ljubica Stamenković, ein Bauernehepaar christlich-orthodoxen Glaubens mit zwei Kindern aus dem Bergdorf Sesalac, versorgte 1941 den Juden Majer Kalderon, der aus einem Kriegsgefangenenlager geflohen war, mit Unterkunft, Kleidung und Lebensmitteln. Als Kalderon zu seiner Familie in Belgrad zurückkehrte, hielt Jelenko Stamenković den Kontakt und von März 1943 bis zur Befreiung Serbiens im Herbst 1944 versteckten die Stamenkovićs Kalderons Frau, Ester Avram, und ihre zwei Kinder. | 2005 |
| Ljubica Stamenkovic         |               | 1986          | Sesalac                   | Jelenko Stamenković und Ljubica Stamenković, ein Bauernehepaar christlich-orthodoxen Glaubens mit zwei Kindern aus dem Bergdorf Sesalac, versorgte 1941 den Juden Majer Kalderon, der aus einem Kriegsgefangenenlager geflohen war, mit Unterkunft, Kleidung und Lebensmitteln. Als Kalderon zu seiner Familie in Belgrad zurückkehrte, hielt Jelenko Stamenković den Kontakt und von März 1943 bis zur Befreiung Serbiens im Herbst 1944 versteckten die Stamenkovićs Kalderons Frau, Ester Avram, und ihre zwei Kinder. | 2005 |
| Mile Stefanovic             |               |               | Jajinci                   | Mile Stefanović aus dem Dorf Jajinci in der Nähe von Belgrad besorgte – nach dem Einmarsch Deutschlands und seiner Verbündeten in Jugoslawien im April 1941 – falsche Papiere für die befreundete Jüdin Rivka Bararon und ihren Sohn Jacov Bararon und organisierte ein Versteck für die beiden bei serbischen Freunden. Als Rivka Bararon drei Monate später gefasst und ins Konzentrationslager Mauthausen deportiert wurde, brachte er ihren zweijährigen Sohn Jakov ins Haus seiner Schwester Mileva Seka Svjetličić in Jajinci und kümmerte sich mit ihr um das Kleinkind. Da die Familie Stefanović in Anti-Nazi-Aktivitäten verwickelt war, richtete Mileva Seka Svjetličić neue Verstecke ein und kümmerte sich bis Kriegsende um ihr jüdisches Mündel. | 1992 |
| Bogoljub Stevanovic         | 21. Sep. 1918 |               | Belgrad                   | Bogoljub Stevanovic und Ljuba Blagojevic – bosnischen Serben, die beide aus Zvornik stammten und in Belgrad lebten – verhalfen Mitte 1941 dem Juden Aron Hajon, seiner Frau Sofija Hajon und ihren beiden Töchtern Juliana Hajon und Matilda Hajon aus Zvornik zu falschen Ausweispapieren. Die beiden Freunde gingen mit Aron Hajon ins Polizeipräsidium in Belgrad und erklärten unter Eid, dass sie Aca Marković, Hajons neuen Decknamen, als bosnischen Serben aus Zvornik kennen würden, der wie sie als Flüchtling in der Stadt sei. Mit den neuen Papieren konnte die Familie Hajon nach Niš in Serbien fliehen, wo sie den Krieg überlebten. | 1998 |
| Dr. Miloslav Stojadinovic   |               |               | Belgrad                   | Dr. Miloslav Stojadinović, ein Beamter aus Belgrad, der in leitender Position in der Belgrader Stadtverwaltung arbeitete, besorgte für viele seiner jüdischen Freunde und Bekannten falsche Ausweispapiere. Helfen konnte er u. a. seinem Freund Jovan Lovrić und dessen Frau Jelena Lovrić. | 1966 |
| Zora Stojadinovic           |               |               | Nis                       | Zora Stojadinović aus Niš unterstützte von Dezember 1941 bis Kriegsende die neunköpfige jüdische Familie Baruch, die mit falschen Papieren nach Niš geflohen war und hinter dem Haus der Familie Stamenković einen Raum angemietet hatte. | 2001 |
| Andrei Stojanovic           |               |               | Malajnica                 | Andrej Stojanović und Katarina Stojanović aus dem Dorf Malajnica in der Nähe von Negotin nahm 1944 die vierköpfige jüdische Familie Levi bei sich auf und versteckte sie in einer kleinen Hütte in den Kornfeldern außerhalb des Dorfes. | 2001 |
| Katarina Stojanovic         |               |               | Malajnica                 | Andrej Stojanović und Katarina Stojanović aus dem Dorf Malajnica in der Nähe von Negotin nahm 1944 die vierköpfige jüdische Familie Levi bei sich auf und versteckte sie in einer kleinen Hütte in den Kornfeldern außerhalb des Dorfes. | 2001 |
| Randjel Stojanovic          |               | 2002          | Leskovac                  | Randjel Stojanović aus Leskovac versteckte die fünfköpfige jüdische Familie Danon aus Belgrad. | 2009 |
| Dragotin Stokovic           |               |               | Bersici                   | Dragotin Stoković und Živka Stoković, ein Bauernehepaar aus Beršići, versteckte ab Ende 1941 die vierköpfige jüdische Familie Dajč aus Belgrad auf ihrem Bauernhof, den sie gemeinsam mit der Familie von Dragotin Stokovićs Bruder bewohnten. Im Frühjahr 1942 wurden Aleksandar Dajč, seine Frau Matilda Dajč und die zweijährige Tochter Elvira Dajč bei einer Razzia auf dem Bauernhof verhaftet. Die fünfjährige Tochter Renica Dajč konnte mit der Nichte von Dragotin Stoković fliehen und sich verstecken. Die Stokovićs beschafften ihr falsche Ausweispapiere und zogen sie bis zum Ende des Krieges auf. | 1996 |
| Zivka Stokovic              |               |               | Bersici                   | Dragotin Stoković und Živka Stoković, ein Bauernehepaar aus Beršići, versteckte ab Ende 1941 die vierköpfige jüdische Familie Dajč aus Belgrad auf ihrem Bauernhof, den sie gemeinsam mit der Familie von Dragotin Stokovićs Bruder bewohnten. Im Frühjahr 1942 wurden Aleksandar Dajč, seine Frau Matilda Dajč und die zweijährige Tochter Elvira Dajč bei einer Razzia auf dem Bauernhof verhaftet. Die fünfjährige Tochter Renica Dajč konnte mit der Nichte von Dragotin Stoković fliehen und sich verstecken. Die Stokovićs beschafften ihr falsche Ausweispapiere und zogen sie bis zum Ende des Krieges auf. | 1996 |
| Mileva Seka Svjetlicic      | 23. Nov. 1927 |               | Jajinci                   | Mile Stefanović aus dem Dorf Jajinci in der Nähe von Belgrad besorgte – nach dem Einmarsch Deutschlands und seiner Verbündeten in Jugoslawien im April 1941 – falsche Papiere für die befreundete Jüdin Rivka Bararon und ihren Sohn Jacov Bararon und organisierte ein Versteck für die beiden bei serbischen Freunden. Als Rivka Bararon drei Monate später gefasst und ins Konzentrationslager Mauthausen deportiert wurde, brachte er ihren zweijährigen Sohn Jakov ins Haus seiner Schwester Mileva Seka Svjetličić in Jajinci und kümmerte sich mit ihr um das Kleinkind. Da die Familie Stefanović in Anti-Nazi-Aktivitäten verwickelt war, richtete Mileva Seka Svjetličić neue Verstecke ein und kümmerte sich bis Kriegsende um ihr jüdisches Mündel. | 1992 |
| Laszlo Szagmeiszter         |               |               | Subotica                  | Laszlo Szagmeiszter und seine Frau Juliana Szagmeiszter aus Subotica retteten das jüdische Kleinkind Paul Engler. Die Jüdin Magda Engler und ihr Baby Paul wurden nach der Eroberung des Gebietes durch die Deutschen 1944 ins Ghetto von Subotica umgesiedelt. Kurz bevor die verbliebenen Juden von Subotica nach Auschwitz deportiert wurden, gelang es Laszlo Szagmeiszter den kleinen Paul Engler aus dem Ghetto zu schmuggeln. Frau Juliana Szagmeiszter, die ein gleichaltriges Kind geboren hatte, erklärte dem städtischen Standesamt, dass sie Zwillinge bekommen habe. Die Szagmeiszters zogen die beiden Babys bis zum Ende des Krieges auf. Magda Engler überlebte Auschwitz. | 1988 |
| Juliana Szagmeiszter        |               |               | Subotica                  | Laszlo Szagmeiszter und seine Frau Juliana Szagmeiszter aus Subotica retteten das jüdische Kleinkind Paul Engler. Die Jüdin Magda Engler und ihr Baby Paul wurden nach der Eroberung des Gebietes durch die Deutschen 1944 ins Ghetto von Subotica umgesiedelt. Kurz bevor die verbliebenen Juden von Subotica nach Auschwitz deportiert wurden, gelang es Laszlo Szagmeiszter den kleinen Paul Engler aus dem Ghetto zu schmuggeln. Frau Juliana Szagmeiszter, die ein gleichaltriges Kind geboren hatte, erklärte dem städtischen Standesamt, dass sie Zwillinge bekommen habe. Die Szagmeiszters zogen die beiden Babys bis zum Ende des Krieges auf. Magda Engler überlebte Auschwitz. | 1988 |
| Dr. Pavle Tabakovic         |               |               | Subotica                  | Dr. Pavle Tabaković, ein alleinstehender Rechtsanwalt aus Subotica, rettete – zusammen mit Mileta Lepčević – das Leben des jüdischen Jungen Stefan Schäffer, den Sohn ihrer Freundin Magda Schäffer. Als Magda Schäffer nach der Eroberung von Novi Sad durch die Deutschen im März 1944 – wie alle anderen Juden ghettoisiert wurde – bat sie ihre Freundin Mileta Lepčević ihren Sohn zu retten. Lepčević gelang es den Jungen für mehrere Wochen in einem Krankenhaus unterzubringen und brachte ihn dann, wie mit Magda Schäffer besprochen, zu Pavle Tabaković in Subotica. Magda Schäffer und ihre Mutter wurden ins KZ Auschwitz deportiert und ermordet. Tabaković nahm den Jungen auf und brachte ihn nach einiger Zeit zu seinen Eltern, die ihn in ihrem Ferienhaus in Palić versteckten. | 1978 |
| Kruna Todorovic             |               |               | Štubik                    | Mita Todorović aus dem Dorf Štubik, seine Frau Kruna Todorović, ihr Sohn Žika Todorović und dessen Frau Rada Todorović versteckten nach dem deutschen Einmarsch in Jugoslawien 1941 die jüdischen Mädchen Ana Šomlo und Milana Šomlo sowie ab 1943 deren Vater Miroslav Šomlo, dem die Flucht aus einem Lager gelungen war. | 1995 |
| Mita Todorovic              |               |               | Štubik                    | Mita Todorović aus dem Dorf Štubik, seine Frau Kruna Todorović, ihr Sohn Žika Todorović und dessen Frau Rada Todorović versteckten nach dem deutschen Einmarsch in Jugoslawien 1941 die jüdischen Mädchen Ana Šomlo und Milana Šomlo sowie ab 1943 deren Vater Miroslav Šomlo, dem die Flucht aus einem Lager gelungen war. | 1995 |
| Rada Todorovic              |               |               | Štubik                    | Mita Todorović aus dem Dorf Štubik, seine Frau Kruna Todorović, ihr Sohn Žika Todorović und dessen Frau Rada Todorović versteckten nach dem deutschen Einmarsch in Jugoslawien 1941 die jüdischen Mädchen Ana Šomlo und Milana Šomlo sowie ab 1943 deren Vater Miroslav Šomlo, dem die Flucht aus einem Lager gelungen war. | 1995 |
| Zika Todorovic              |               |               | Štubik                    | Mita Todorović aus dem Dorf Štubik, seine Frau Kruna Todorović, ihr Sohn Žika Todorović und dessen Frau Rada Todorović versteckten nach dem deutschen Einmarsch in Jugoslawien 1941 die jüdischen Mädchen Ana Šomlo und Milana Šomlo sowie ab 1943 deren Vater Miroslav Šomlo, dem die Flucht aus einem Lager gelungen war. | 1995 |
| Desanka Tomic               | 1912          | 21. Dez. 1991 | Cacak                     | Desanka Tomić aus Čačak adoptierte nach dem Einmarsch deutscher, italienischer, ungarischer und bulgarischer Truppen in Jugoslawien ein Kleinkind (Swetozar Aserovic), das Bewohner eines Hauses in Čačak gefunden und bei den Behörden abgegeben hatten, das im Altersheim der Stadt untergebracht und zur Adoption freigegeben wurde. Als sie mit dem Jungen nach Hause kam, bemerkte sie, das das Kind beschnitten ist. Trotz der Einwände ihres Mannes behielt sie das Kind. Als sie denunziert wurde, floh sie mit dem Baby aus dem Haus, wanderte von Ort zu Ort und arbeitete, um bis Kriegsende über die Runden zu kommen. Nach dem Krieg erzählte sie dem Jungen von seiner Herkunft, und er machte sich mit 18 Jahren auf die Suche nach seinen Eltern. Es gelang ihm seine Mutter, Vayda Aserovic, ausfindig zu machen, die nach dem Krieg nicht mehr nach ihm gesucht hatte. | 2014 |
| Marija Tomic                | 1913          | 23. Aug. 1986 | Belgrad und Novi Sad      | Marija Tomić aus Novi Sad, die Ehefrau des Juden Lajos Kon (Ljubomir Tomić), heuerte nach dem Überfall Jugoslawiens durch Deutschland und seine Verbündeten im April 1941 einen volksdeutschen LKW-Fahrer an, der Verwandte ihres Mannes und weitere Juden von Belgrad nach Novi Sad brachte. Die Gruppe, die auf diesem Wege – kurz vor der Deportation der Juden von Belgrad in das Konzentrationslager Sajmište – fliehen konnte, bestand aus der 14-jährigen Eva Ižak, ihrer Mutter Marta Ižak, ihrer Tante Ana Schwartz, ihrer Großmutter Valerija Schwartz und sechs weiteren Juden, darunter kleine Kinder. Da ein ungarischer Polizist die Ankunft der Juden im Haus von Marija Tomić und ihrem Mann bemerkt hatte, musste die Gruppe kurz nach ihrem Eintreffen in Novi Sad einen anderen Zufluchtsort suchen. Marija Tomić setzte ihre humanitären Bemühungen weiterhin fort. Sie wurde wegen ihrer Hilfe für die Partisanen verhaftet und deportiert, überlebte das Konzentrationslager und kehrte nach Serbien zurück.                 | 2009 |
| Milorad Tosic               | 1909          |               | Belgrad                   | Milord Tošić, ein Monarchist aus Belgrad, der sich nach dem Einmarsch der Deutschen und seiner Verbündeten 1941 der jugoslawischen Widerstandsbewegung anschloss, war an der Rettung von elf jüdischen Mitbürgern beteiligt. Er versteckte sechs Monate lang Klara Gutman und Julius Gutman, die jüdischen Eltern seiner Frau und verhalf seinem jüdischen Freund Josef Eigenmacht zur Flucht aus Belgrad. Nach seiner Verhaftung im Juli 1943 durch die Gestapo und Flucht nach Ungarn verschaffte er Mikša Kertesz und Margit Kertesz einen Schutzbrief der Schweizer Botschaft, rettete Ilona Gross und ihre Familie und unterstützte Olga Aranyi und Aladar Aranyi sowie Vilmos Thiberger und seine Frau. | 1978 |
| Dragoljub Trajkovic         | 1904          | 2. Dez. 1988  | Belgrad                   | Dragoljub Trajković, ein serbischer Bahnangestellter, versteckte ab Oktober 1941 die Jüdin Margita Ungar und ihre beiden Kinder Olga Ungar und Tihomir Ungar für einige Zeit in seiner Wohnung in Belgrad, beschaffte ihnen gefälschte Ausweispapiere und fand gegen Bezahlung ein Versteck für die drei Verfolgten bei Bauern im Dorf Svilajnac. Durch seine monatlichen Besuche und Zuwendungen konnten die Ungars bis zum Ende des Krieges auf dem Bauernhof bleiben. | 2009 |
| Predrag Vasic               | 1911          |               | Dankoviće                 | Predrag Vasić, ein wohlhabender Bauer aus dem Dorf Dankoviće in der Nähe von Kuršumlija, versteckte ab Februar 1942 für einige Zeit eine Gruppe von 40 Juden, die – nach dem Einmarsch der Deutschen in Belgrad auf der Flucht vor Deportation – versucht hatten nach Albanien zu gelangen. Da die albanische Grenze geschlossen war, waren sie in Kuršumlija gestrandet und der Schuster Raša Nikolić brachte sie in kleinen Gruppen mit Karren zum Haus von Predrag Vasić. Vasić kümmerte sich einige Zeit um die Gruppe, bot ihnen auf seinem großen Bauernhof Unterkunft und Verpflegung und organisierte für sie neue Verstecke in den Dörfern der Umgebung. | 1994 |
| Radmila Vasovic             |               |               | Bersici                   | Radmila Stoković (später Vasović) war die Nichte des Bauernehepaares Dragotin Stoković und Živka Stoković aus Beršići, das ab Ende 1941 die vierköpfige jüdische Familie Dajč aus Belgrad auf ihrem Bauernhof versteckte. Im Frühjahr 1942 wurden Aleksandar Dajč, seine Frau Matilda Dajč und die zweijährige Tochter Elvira Dajč bei einer Razzia auf dem Bauernhof verhaftet. Die fünfjährige Tochter Renica Dajč konnte mit Radmila Stoković fliehen und sich verstecken. Die Stokovićs beschafften Renica Dajč danach falsche Ausweispapiere und zogen sie bis zum Ende des Krieges auf. Radmila, die sechs Jahre älter als Renica war, kümmerte sich in dieser Zeit sehr um Renica und begleitete sie zu ihren jeweiligen Verstecken. | 1996 |
| Miroslav Veljkovic          |               |               | Krusevac                  | Zlata Štajnic (geb. Veljković) und ihre Eltern Miroslav Veljković und Frau Veljković aus dem Dorf Donji Krčin in der Nähe von Kruševac versteckten in ihrem Haus von 1941 bis zum Ende des Krieges die jüdische Witwe Rebeka Tajtacak und ihre drei Töchter Beba Tajtacak, Soka Tajtacak und Tanja Tajtacak aus Kruševac. | 1999 |
| Frau von Miroslav Veljkovic |               |               | Krusevac                  | Zlata Štajnic (geb. Veljković) und ihre Eltern Miroslav Veljković und Frau Veljković aus dem Dorf Donji Krčin in der Nähe von Kruševac versteckten in ihrem Haus von 1941 bis zum Ende des Krieges die jüdische Witwe Rebeka Tajtacak und ihre drei Töchter Beba Tajtacak, Soka Tajtacak und Tanja Tajtacak aus Kruševac. | 1999 |
| Zlata Veljkovic             |               |               | Krusevac                  | Zlata Štajnic (geb. Veljković) und ihre Eltern Miroslav Veljković und Frau Veljković aus dem Dorf Donji Krčin in der Nähe von Kruševac versteckten in ihrem Haus von 1941 bis zum Ende des Krieges die jüdische Witwe Rebeka Tajtacak und ihre drei Töchter Beba Tajtacak, Soka Tajtacak und Tanja Tajtacak aus Kruševac. | 1999 |
| Pal Zamboki                 | 5. März 1885  | 12. Feb. 1969 | Belgrad und Stara Kanjiza | Pal Žamboki, ein Schuster aus Belgrad, rettete die beiden Kinder der Jüdin Ester Saul, den neunjährigen Josef Saul und die elfjährige Roza Saul. Als im Dezember 1941 die jüdischen Frauen und Kinder von Belgrad ins Konzentrationslager Sajmište deportiert wurden, versteckte Žamboki die beiden Kinder auf Wunsch ihrer Mutter zunächst gemeinsam in seiner kleinen Wohnung. Dann brachte er Roza Saul zu seiner Nichte Mariška Čanadi in Novi Kneževac, die das Kind gemeinsam mit ihren Kindern bis 1945 aufzog. Žamboki kümmerte sich weiterhin um Josef Saul und floh mit ihm – als er denunziert wurde – nach Stara Kanjiža, wo er sich als serbischer Flüchtling ungarischer Abstammung ausgab und mit Josef Saul bis Kriegsende lebte. | 1995 |
| Predrag Zdravkovic          |               |               | Aleksandrovac             | Das Ehepaar Predrag Zdravković und Stana Zdravković aus einem Dorf in der Nähe von Aleksandrovac versteckte ab Dezember 1942 für sechs Wochen die hochschwangere jüdische Ärztin Dr. Julija Deutsch. Das Ehepaar Deutsch, das in einem Krankenhaus in Aleksandrovac gearbeitet hatte, musste nach dem Einmarsch der Deutschen seine Wohnung verlassen, zog ab Dezember 1941 von Dorf zu Dorf und versteckte sich mit geflohenen Zwangsarbeitern in den Wäldern. Im Dezember 1942 konnte die hochschwangere Julija Deutsch nicht länger im Wald bleiben und wurde von jemand aus der Gruppe zu Predrag Zdravković gebracht. | 1980 |
| Stana Zdravkovic            |               |               | Aleksandrovac             | Das Ehepaar Predrag Zdravković und Stana Zdravković aus einem Dorf in der Nähe von Aleksandrovac versteckte ab Dezember 1942 für sechs Wochen die hochschwangere jüdische Ärztin Dr. Julija Deutsch. Das Ehepaar Deutsch, das in einem Krankenhaus in Aleksandrovac gearbeitet hatte, musste nach dem Einmarsch der Deutschen seine Wohnung verlassen, zog ab Dezember 1941 von Dorf zu Dorf und versteckte sich mit geflohenen Zwangsarbeitern in den Wäldern. Im Dezember 1942 konnte die hochschwangere Julija Deutsch nicht länger im Wald bleiben und wurde von jemand aus der Gruppe zu Predrag Zdravković gebracht. | 1980 |